# Yannic Hendricks
Yannic Lukas Hendricks, Pseudonym Markus Krause (* 1990), ist ein deutscher Abtreibungsgegner und politischer Aktivist, der mit zahlreichen Anzeigen gegen Ärzte wegen mutmaßlicher Werbung für den Abbruch der Schwangerschaft (§ 219a StGB) von 2015 bis 2018 maßgeblich für einen signifikanten Anstieg der Ermittlungsfälle wegen dieses Delikts sorgte. Seine Strafanzeigen gegen Ärzte waren wesentliche Auslöser, dass seit 2017 eine Abschaffung oder Reform dieses Paragraphen verstärkt öffentlich diskutiert wurde. Hendricks wehrte sich erfolglos mit rechtlichen Schritten gegen die Nennung seines Realnamens durch BuzzFeed News und andere Medien.

## Werdegang
Hendricks stammt aus Kleve, legte dort das Abitur ab und studiert Mathematik an der Universität Duisburg-Essen.

## Aktivität als Abtreibungsgegner
Hendricks bezeichnete es in Interviews, die er unter seinem Pseudonym gab, als sein Hobby, Ärzte, die Schwangerschaftsabbruch als Teil ihres Leistungsspektrums auf der Praxishomepage aufführen, anzuzeigen. Er sieht darin Werbung für den Abbruch der Schwangerschaft und damit einen Verstoß gegen den § 219a StGB. Begonnen habe er damit 2015, bis Frühjahr 2018 hatte er nach eigenen Angaben 60 bis 70 Anzeigen erstattet. Darüber hinaus wandte er sich meist noch an die zuständige Landesärztekammer mit der Bitte, mögliche standesrechtliche Konsequenzen zu prüfen. Mehrfach legte er Beschwerden beim Presserat wegen Artikeln verschiedener Medien zu § 219a ein. Hendricks, der unverheiratet ist und auf vorehelichen Geschlechtsverkehr verzichten will, hat gemäß Interviews noch nie mit einer ungewollt schwangeren Frau kommuniziert. Da er als Mann nicht schwanger werden kann, glaubt er, objektiv damit umgehen zu können. Selbst für den Fall, „dass sich die befruchtete Eizelle statt in der Gebärmutter in den Eierstöcken einnistet“, sei das ungeborene Leben „nach Möglichkeit zu schützen“.
Nach Ansicht der Neuen Zürcher Zeitung verschaffte Hendricks gemeinsam mit Klaus Günter Annen, einem sich selbst als „Lebensrechtsaktivisten“ bezeichnenden Rentner aus Weinheim, dem „lange Zeit wenig beachteten“ § 219a Aufmerksamkeit. Bis 2017 konnten betroffene Ärzte Rechtsstreite in der Regel verhindern, indem sie die Informationen von ihrer Website entfernten. Auf die beiden Männer aus Kleve und Weinheim, zwischen denen gemäß Deutschlandfunk keine Zusammenarbeit besteht, sind sämtliche Anzeigen deutschlandweit nach § 219a zurückzuführen.
Nach Recherchen von BuzzFeed News u. a. basierend auf einer Anfrage von Cornelia Möhring gingen von 2010 bis 2016 bei den Strafverfolgungsbehörden 104 Anzeigen wegen § 219a ein, von denen 65 auf Klaus Günter Annen zurückzuführen waren. Während es in den drei Jahren ab 2012 insgesamt sechzehn Anzeigen in Deutschland gab, stieg deren Zahl der Anzeigen ab 2015, als Hendricks nach eigenen Angaben sein „Hobby“ aufnahm, signifikant an. Alleine 2016 gab es 35 Ermittlungsfälle. 2012, 2013, 2015 und 2017 kam es zu je einer Verurteilung, 2012 und 2013 dabei ohne Verhängung einer Maßregel.
Gemäß dem Strafrechtsexperten Udo Vetter ist der Paragraph § 219a StGB einer von wenigen, für die Urteilsdatenbanken kein einziges Strafurteil auswerfen. In der gängigen Literatur findet sich lediglich ein Urteil des Landgerichts Bayreuth, das später vom Oberlandesgericht Bamberg bestätigt wurde. Laut dem Landgericht Gießen habe der § 219a StGB in der Strafrechtspraxis bis vor wenigen Jahren überhaupt keine Bedeutung gehabt: „Gestört wurde der eingetretene Rechtsfrieden nicht durch die Strafverfolgungsbehörden … Fundamentalistische Befürworter des vorrangigen Schutzes für das ungeborene Leben lehnen den für Schwangerschaftskonfliktfälle gefundenen Kompromiss insgesamt ab und machen über den Nebenschauplatz des § 219a StGB Jagd auf unbewusst und mittlerweile bewusst gegen die teilweise missverständliche Bestimmung des ‚Werbeverbots‘ verstoßende Ärzte und erzwingen so in zunehmender Zahl Strafverfahren“. Der Inhalt des 1974 eingeführten § 219a geht auf den 1933 eingeführten § 220 RStGB zurück.
Die im Juli 2019 zur Neuverhandlung aufgehobene Verurteilung im Herbst 2017 war die prominenteste: Bundesweit wurde über den von Hendricks bei der Staatsanwaltschaft angezeigten Fall der Gießener Allgemeinmedizinerin Kristina Hänel berichtet. Hänel weigerte sich nach Hendricks’ Anzeige, die Information von ihrer Praxishomepage zu entfernen, dass sie in ihrer Praxis Schwangerschaftsabbrüche durchführt. Die Staatsanwaltschaft hatte das Verfahren zunächst eingestellt, erst nach einer Dienstaufsichtsbeschwerde von Hendricks bei der Generalstaatsanwaltschaft nahm sie die Ermittlungen auf. Nach der Weigerung von Hänel, die Information von ihrer Website zu entfernen, hatte Hendricks 1&1 Ionos aufgefordert, die Domain der Ärztin zu sperren. Der Webhoster lehnte dies mit Verweis auf „die nach allem diesseits nicht mögliche abschließende, eindeutige Einschätzung der Sach- und Rechtslage“ ab.
Für zusätzliche überregionale Aufmerksamkeit sorgte eine Anzeige Hendricks’ gegen die zwei Kasseler Frauenärztinnen Nora Szász und Natascha Nicklaus. Auf ihrer Praxishomepage führen sie den Spiegelstrich „Schwangerschaftsabbruch, operativ oder medikamentös mit Mifegyne“ in der Auflistung der von ihnen durchgeführten ambulanten Operationen. Die beiden Gynäkologinnen weigerten sich unter Berufung auf das Informationsrecht der Patientinnen, die sechs Wörter von ihrer Internetseite zu entfernen. Der Prozess wurde vom Amtsgericht Kassel ausgesetzt; die beiden wurden im Juli 2019 freigesprochen.

## Rezeption

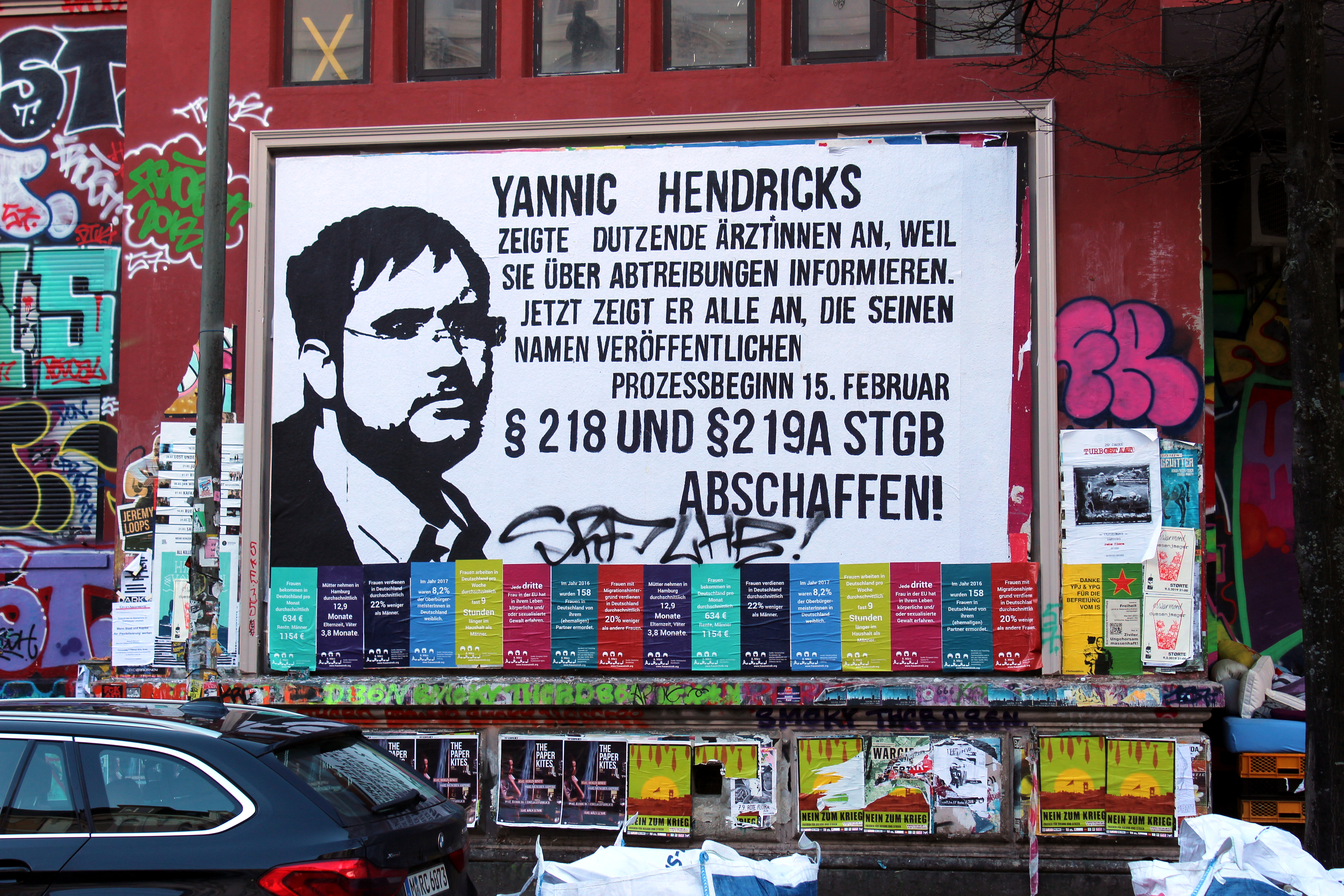
Plakatwand an der Roten Flora in Hamburg-Sternschanze. (Februar 2019)

Der Fernsehmoderator Jan Böhmermann stellte die Frage: „Wir führen die ‚Diskussion‘ um Paragraph 219a also wegen gelangweilter Internetverlierer, die persönliche Befriedigung empfinden, wenn sie mit strategischen Strafzeigen [sic] Frauen in Notsituationen schikanieren können?“ Auch das Satiremagazin Titanic nahm auf Hendricks in einem Artikel Bezug. Der RBB-Sender Fritz diskutierte Hendricks’ Ansichten am 11. April 2018 eine einstündige Sendung lang mit Hörerinnen.

## Veröffentlichung des Realnamens

### Erfolgloses Vorgehen gegen Kersten Artus
Im Sommer 2018 forderte Hendricks, vertreten von der Anwaltskanzlei Ralf Höcker, mittels einer 33-seitigen Abmahnung von der Journalistin und Vorsitzenden von Pro Familia Hamburg Kersten Artus, die Veröffentlichung seines Realnamens zu unterlassen. Artus hatte Presseberichte mit Hendricks’ Realnamen in ihrem Blog verlinkt und ihn zusätzlich auf Facebook genannt. Artus wies über ihren Anwalt die Abmahnung zurück; Hendricks sei „einer der zentralen Protagonisten“ im „seit mehreren Monaten sehr umfassend“ geführten öffentlichen Diskurs zum § 219a, zudem habe er mit Interviews für diverse Medien selbst die Öffentlichkeit gesucht und dabei zahlreiche persönliche Details geschildert, „die eine Identifizierung ohne weiteres ermöglichen“; „die Nennung des Namens“ sei somit „unzweifelhaft zulässig“. Ergänzend hinterlegte Artus Schutzschriften bei den Landgerichten in Hamburg, Köln und Berlin.
Der erste Gerichtstermin von Artus vor dem Landgericht Hamburg fand am 15. März 2019 statt. Hendricks erschien nicht. Artus zeigte sich zuversichtlich, dass das Gericht ihr erlauben werde, Hendricks’ Namen weiterhin zu nennen. Die Richterin sagte während der Verhandlung, dass Hendricks selbst an die Öffentlichkeit getreten sei und in Interviews Persönliches preisgegeben habe. Er habe die politische Diskussion um den § 219a somit wesentlich mit verursacht. Am 26. April 2019 wies das Landgericht Hamburg eine entsprechende Unterlassungsklage Hendricks’ gegen die Hamburger Vorsitzende von Pro Familia zurück. Auch die Wiedergabe eines Plakats mit einer Zeichnung, die Hendricks darstellt, sei zulässig. Die Entscheidung war zunächst nicht rechtskräftig, Artus gewann letztlich den Prozess (Stand November 2019).
Eine Freiburger Studentin und ehrenamtliche Mitarbeiterin eines Frauenhauses wurde ebenfalls von Hendricks wegen zweier Twitter-Tweets abgemahnt, in denen sie seinen Realnamen nannte. Sie kündigte an, die Abmahnung ebenfalls zurückzuweisen. Auch die Kölner Monatszeitung SoZ wies eine Abmahnung von Hendricks zurück. Die Behauptung von Hendricks’ Anwalt, Hendricks sei der Öffentlichkeit unbekannt, stehe in Widerspruch zu seinen Interviews, mit denen er das Licht der Öffentlichkeit gesucht habe. In der Folge wurde sein Name auch in weiteren überregionalen Medien verbreitet. Gemäß Recherchen von t-online.de hatte die den Grünen nahe stehende Heinrich-Böll-Stiftung bereits im Juni 2018 Hendricks‘ Realnamen publiziert. Sie war nicht abgemahnt worden, da es sich nach Einschätzung von Juristen um eine wahre Tatsachenbehauptung handelt.

### Erfolgloses Vorgehen gegen BuzzFeed News
Das Landgericht Düsseldorf wies im Januar 2019 mit Bezug auf die Pressefreiheit Hendricks’ Antrag zurück, mittels einstweiliger Verfügung BuzzFeed News die Nennung seines Realnamens zu untersagen. Über die Entscheidung wurde in mehreren Medien berichtet. Hendricks legte Berufung ein, zog diese aber nach einem ablehnenden Beschluss des Oberlandesgerichts Düsseldorf zurück. „Nachdem er sich eindeutig in der Debatte über das Werbeverbot aus §219a StGB positioniert hat, musste er damit rechnen, dass sich die Presse damit kritisch auseinander setzt, wobei er keinen Anspruch darauf hat, in der Öffentlichkeit nur so dargestellt zu werden, wie er sich selbst sieht oder von anderen gesehen werden möchte [...]“, entschieden die Richter.
Für Tobias Gostomzyk, Professor für Medienrecht an der TU Dortmund, passt der Anspruch Hendricks’ auf Anonymität nicht zu seinem Verhalten. Hendricks habe nicht etwa vereinzelt Ärzte angezeigt, sondern über Jahre hinweg eine systematische Anzeigenkampagne gegen Ärzte betrieben und zudem überregionalen Medien Interviews gegeben. „Wer öffentlich aktiv ist, muss es sich grundsätzlich auch gefallen lassen, dass andere angemessen über sein Verhalten diskutieren.“ Auch für Jan Hegemann, Honorarprofessor für Zivilrecht an der FU Berlin, agiert Hendricks in der Sozialsphäre im öffentlichen Meinungskampf. Wer aber „in dieser Form am Meinungskampf“ teilnehme, habe seines „Erachtens keinen Anspruch mehr auf Anonymität.“
Im März 2019 erklärte der Deutsche Presserat, er halte die Nennung des realen Namens Hendricks’ in der Berliner tageszeitung für unbedenklich.
Im Zuge der Berichterstattung über die Klagen gegen die öffentliche Nennung seines Realnamens wurde ebendieser in den sozialen Medien wie beispielsweise Twitter einer breiteren Masse bekannt. Dies wird auch als Streisand-Effekt bezeichnet.